# HMCS Cape Scott
HMCS Cape Scott var ett krigsfartyg som byggdes 1944 för Royal Navy som HMS Beachy Head. 
Fartyget beställdes av Royal Navy under andra världskriget och byggdes i Burrard Dry Dock i Vancouver i Kanada. Hon togs i tjänst av Royal Navy i mars 1945. Efter en kort tid i Royal Navy lånades fartyget ut till Nederländernas flotta 1947 för att brukas som reparationsfartyg under namnet Vulkaan. Hon återlämnades 1950.
Beachy Head köptes av Kanadas flotta 1952 och omdöptes till Cape Scott. Fartyget låg förtöjt i Halifax i Nova Scotia och användes bland annat som skollokal.
År 1964 utnyttjades Cape Scott för Medical Expedition to Easter Island till Påskön. Därefter återände hon till Halifax och överfördes 1970 till flottans reserv. År 1972 överfördes hon till Fleet Maintenance Group (Atlantic), där hon var till 1975. År 1978 skrotades hon.